# Dresdner Neueste Nachrichten
Die Dresdner Neueste Nachrichten (DNN) ist eine regionale Tageszeitung, die in der Stadt Dresden und ihrer Umgebung seit 1990 erscheint. Sie ist die drittgrößte Zeitung der Region nach der Sächsischen Zeitung und der Dresdner Morgenpost. Die verkaufte Auflage beträgt 11.907 Exemplare, ein Minus von 69,8 Prozent seit 1998.

## Eigentümer
Die Zeitung gehörte bis April 2024 zu dem in Hannover ansässigen Medienkonzerns Madsack, die unter anderem auch die optisch ähnliche, jedoch wesentlich umfangreichere und auflagenstärkere Leipziger Volkszeitung herausgibt. Beide Zeitungen wurden im Norddeutschen Format in der Druckerei der Leipziger Volkszeitung in Leipzig-Stahmeln gedruckt. Seit Januar 2019 wird die DNN bei der DDV-Mediengruppe in Dresden gedruckt, seit diesem Zeitpunkt erscheint die Zeitung im Rheinischen Format.
Im Januar 2024 kündigte die Madsack Verlagsgruppe an, die DDV Mediengruppe, zu der die Sächsische Zeitung, die Morgenpost (Sachsen) sowie das Nachrichtenportal Tag24 gehören, übernehmen zu wollen. Dies sind die vor der DNN größten Tageszeitungen im Raum Dresden. Daher machte das Bundeskartellamt den Verkauf der DNN für Madsack zur Bedingung für die Übernahme der Sächsischen Zeitung, da dies sonst „zu einer Monopolisierung auf den Leser- und Anzeigenmärkten in Dresden“ führen könne, so der Behördenchef Andreas Mundt. Nach der kartellrechtlichen Genehmigung wurde der Kauf der DDV Mediengruppe durch Madsack zum 1. Mai 2024 wirksam. Zum gleichen Zeitpunkt verkaufte Madsack die DNN an die neu gegründete Dresdener Medien GmbH der niedersächsischen Verleger Ernst Andreas Pfingsten und Werner Heyer. Diese geben bereits die Cellesche Zeitung heraus. Die DNN bleibt aber nach eigenen Angaben Partner im Redaktionsnetzwerk Deutschland, das ebenfalls zum Madsack-Konzern gehört.

## Geschichte
Bereits seit 1893 erschien eine Zeitung mit dem Titel Neueste Nachrichten, seit 1903 dann Dresdner Neueste Nachrichten, deren Erscheinen jedoch 1943 eingestellt werden musste.
Die als DNN bezeichnete Zeitung der Nachwendezeit entstand am 1. September 1990 durch Zusammenschluss der DDR-Tageszeitungen Sächsische Neueste Nachrichten (SNN) und Sächsisches Tageblatt (ST), die zu DDR-Zeiten die Dresdner Publikationen der Blockparteien NDPD und LDPD waren.
Ende 1991 fusionierten die DNN mit dem ehemaligen Bezirksorgan der DDR-CDU für den Bezirk Dresden, Die Union. Das gemeinsame Blatt erschien erstmals am 2. Dezember 1991. Der anfängliche Name Dresdner Neueste Nachrichten / Die Union wurde später wieder auf Dresdner Neueste Nachrichten geändert, bis in die 2010er Jahre stand jedoch weiterhin Die Union unter dem Titel.
Der erste Redaktionssitz befand sich ab 1990 am Wettiner Platz, wo zuvor die Dresdner Redaktion des ST saß. Ende 1991 zog die Redaktion in den vormaligen Sitz der Dresdner Redaktion der Zeitung Die Union an der Hauptstraße um. Seit März 2013 befindet sich der Redaktionssitz am Dr.-Külz-Ring.

## Gegenwart

### Relaunch
Mit dem Relaunch der Zeitungen Leipziger Volkszeitung, Dresdner Neueste Nachrichten und Hannoversche Allgemeine, die schon damals zur Mediengruppe Madsack gehörten, hat sich die Optik der drei Titel seit Mai 2014 vereinheitlicht. Damit werden nun noch mehr Inhalte der drei Zeitungen zentral in Hannover produziert. Das Konzept „Madsack 2018“ zielt dabei auf die zentrale Herstellung überregionaler Inhalte für die Regionalzeitungen; diese erstellt die in Hannover ansässige Zentralredaktion RedaktionsNetzwerk Deutschland (RND).

### „Madsack 2018“ und die DNN
Mit der Agenda „Madsack 2018“ kündigte die Madsack-Konzernspitze am 2. Oktober 2013 bei einer Führungskräftetagung der Mediengruppe in Hannover einen Umbau des Konzerns an. Eine neue Zentralredaktion, die unter „RedaktionsNetzwerk Deutschland GmbH“ firmiert, sollte laut Geschäftsführer Thomas Düffert „überregionale Inhalte in einer besseren Qualität bieten, als eine einzelne Regionalzeitung sie allein liefern könnte“. Aufbau und Leitung der Zentralredaktion übernehme Matthias Koch, derzeit Chefredakteur der Hannoverschen Allgemeinen Zeitung.
Michael Konken vom Deutschen Journalisten-Verband sprach von einem „Schlag gegen die Medienvielfalt“. Der Betriebsrat befürchtet Arbeitsplatzverluste, die Schließung von Standorten, weitere tariffreie Zonen, die Abqualifizierung von Tätigkeiten und gravierende Nachteile für die Beschäftigten.
Im Mai 2014 wurde bekannt, dass den Dresdner Neuesten Nachrichten massive Stellenkürzungen bevorstehen: Rund 30 Prozent der 25 Stellen in der Redaktion sollen wegfallen. Ähnlich sieht es bei der LVZ aus: Bei der Mutterzeitung Leipziger Volkszeitung sollen rund 40 Mitarbeiter noch 2014 die Redaktionen verlassen, die Zahl der Vollzeitstellen sinkt bis Ende 2015 auf 90 (die LVZ hat laut DJV Sachsen etwa 165 Redaktionsmitarbeiter). Der Stellenabbau erfolgt ressortübergreifend und betrifft Redakteure und Sekretärinnen. In den Außenredaktionen Delitzsch-Eilenburg, Wurzen-Grimma und Borna-Geithain sollen jeweils maximal drei Mitarbeiter verbleiben. Die Leipziger Internet Zeitung und sogar der Mitteldeutsche Rundfunk sorgten sich da um die Zukunft des Lokaljournalismus in Mitteldeutschland.

## Chefredakteure
- 1990–1991 Wolfgang Schütze
- 1992–1995 Manfred G. Stüting
- 1995–1999 Peter Stefan Herbst
- seit 1999 Dirk Birgel

## Auflage
Die Dresdner Neuesten Nachrichten haben in den vergangenen Jahren erheblich an Auflage eingebüßt. Die verkaufte Auflage ist in den vergangenen 10 Jahren um durchschnittlich 6,6 % pro Jahr gesunken. Im vergangenen Jahr hat sie um 6,5 % abgenommen. Sie beträgt gegenwärtig 11.907 Exemplare. Der Anteil der Abonnements an der verkauften Auflage liegt bei 89,3 Prozent.
| 1998  | 1999  | 2000  | 2001  | 2002  | 2003  | 2004  | 2005  | 2006  | 2007  | 2008  | 2009  | 2010  | 2011  | 2012  | 2013  | 2014  | 2015  | 2016  | 2017  | 2018  | 2019  | 2020  | 2021  | 2022  | 2023  | 2024  |
| ----- | ----- | ----- | ----- | ----- | ----- | ----- | ----- | ----- | ----- | ----- | ----- | ----- | ----- | ----- | ----- | ----- | ----- | ----- | ----- | ----- | ----- | ----- | ----- | ----- | ----- | ----- |
| 39369 | 37669 | 36790 | 36147 | 35133 | 33366 | 32148 | 31131 | 29424 | 28193 | 27171 | 26133 | 25408 | 25012 | 24502 | 24056 | 23655 | 23199 | 21706 | 20735 | 19733 | 16984 | 16081 | 15445 | 13950 | 12728 | 11907 |